# Aluwihare
Aluwihare je naselje na Šrilanki. Nahaja se znotraj Osrednje pokrajine.
V tem kraju je bil prvič na otoku zapisan Budov nauk. 
Aluwiharski skalni tempelj leži okoli 30 km južno od Kandija. Ima velik zgodovinski pomen. Kralj Dewanampiyathissa ga je zgradil v 3. st. pr. n. št. Ker je bil zgrajen na skali je bil zaščiten. Na vrhu hriba stoji Budov kip. Na tem prostoru se je zgodil pripetljaj imenovan Darma Sangayana. Četrto Darmo je sponzoriral kralj Walagamba. Rezultat je bil zapis tipitake. V templju je več umetniških poslikav, ki so bile delno obnovljene.